# Nitidez (fotografía)
La nitidez en el campo de la fotografía se entiende como la calidad de una imagen. Hay mayor o menor nitidez según la claridad de los detalles, según los tenga bien delimitados. De forma coloquial llamamos "nítida" a una imagen que está bien enfocada.
La nitidez de una fotografía depende de varios aspectos de los cuales el fotógrafo puede controlar o no. La nitidez puede depender de la luz que haya, de los píxeles, del encuadre que se utilide, del contraste y el enfoque. La manera más habitual para controlar la nitidez de una fotografía es con la apertura del diafragma, cuanto más abierto menos profundidad de campo y, por tanto, menos planos bien enfocados, y viceversa.

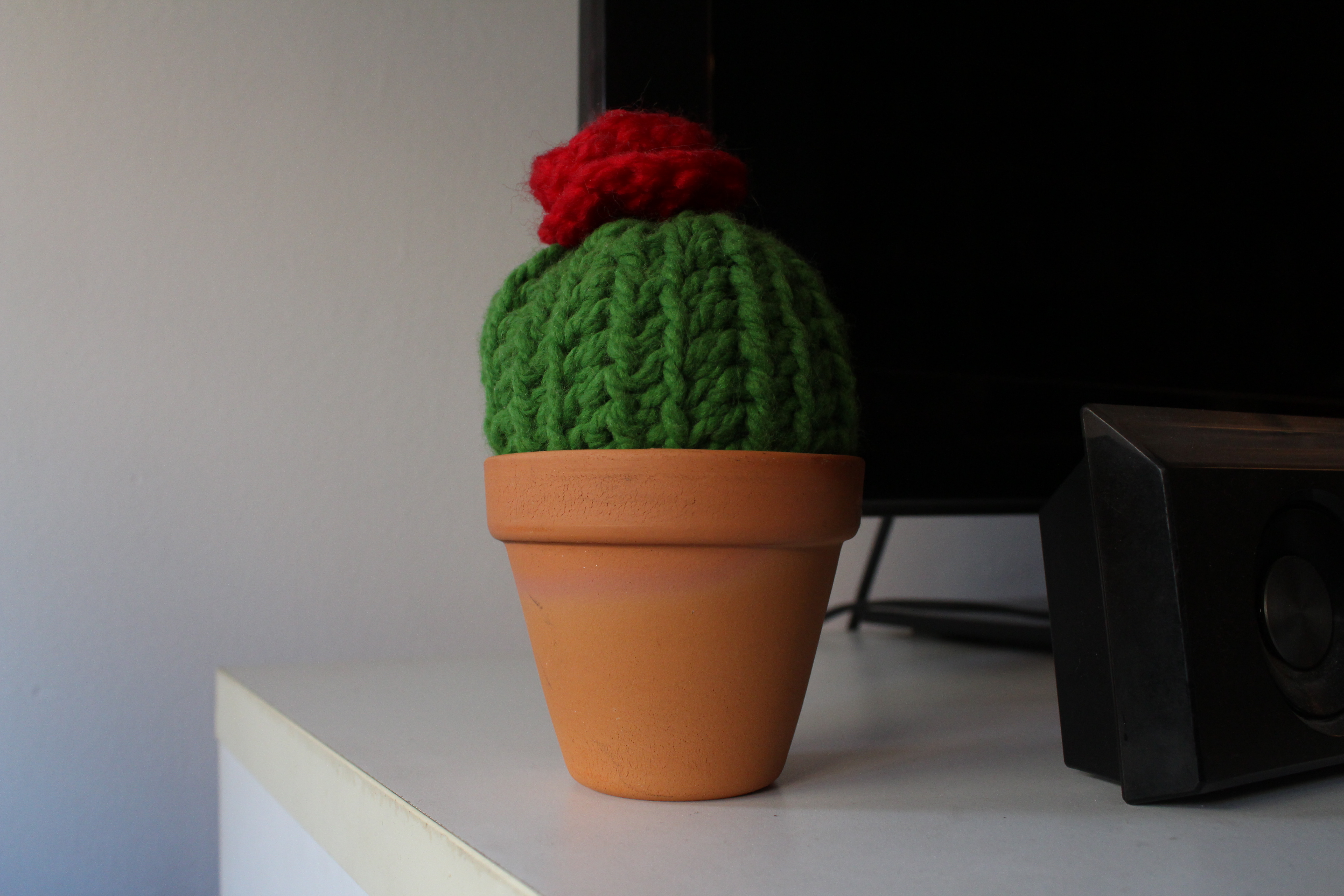
Ejemplo de una imagen nítida